# Елин Пелин (община)
Вижте пояснителната страница за други значения на Елин Пелин.
Община Елѝн Пелѝн се намира в Западна България и е една от съставните общини на Софийска област.

## География

### Географско положение, граници, големина
Общината се намира в централната част на Софийска област. С площта си от 452,088 km2 е 5-а по големина сред 22-те общини на областта, което съставлява 6,38% от територията на областта. Границите ѝ са следните:
- на север – община Ботевград;
- на изток – община Горна Малина и община Мирково;
- на юг – община Ихтиман;
- на запад – Столична община, Област София.

### Природни ресурси

#### Релеф
Релефът на общината е равнинен, ниско и средно планински, като територията ѝ попада в пределите на Западна Стара планина, Задбалканските котловини и Ихтиманска Средна гора. Хълмистият и планински пейзаж,започва от село Доганово.
В северния район на общината се простират югоизточните части на планината Мургаш (съставна планина на Западна Стара планина). В крайния север на общината, където се събират границите ѝ със Столична община и община Ботевград се издига най-високият връх на планината и общината – Мургаш 1687 m.
Централните райони на община Елин Пелин се заемат от източната част на Софийската котловина (Софийското поле) с надморска височина от 550 до 650 m. В нея, на границата със Столична община, северозападно от село Равно поле, в коритото на Лесновска река се намира най-ниската точка на общината – 530 m н.в.
В южните части на община Елин Пелин се простират северните разклонения на Ихтиманска Средна гора, като в нейните предели попадат участъци от три планини, които са съставни части на Ихтиманска Средна гора. На юг от Софийското поле в пределите на общината попадат източните части на Лозенска планина. На границата със Столична община, северозападно от село Габра се издига нейният първенец връх Попов дел 1190,2 m. Югоизточно от Софийското поле се простират най-северните части на Вакарелска планина. Най-високата ѝ точка на територията на общината връх Червени брегове 1105,6 m се намира североизточно от село Габра. Между двете планини Лозенска на запад и север и Вакарелска на изток и юг е разположена малката Габренска котловина. Тя има форма на равностранен триъгълник с размери 2,5/2,5/2,5 km с площ около 8,5 km2, средна надморска височина 870 m и е наклонена на север. Котловинното ѝ дъно е запълнено с мощни миоценски езерни утайки с находища на каменни въглища, а оградните ѝ склонове са изградени от гнайси, диабази, конгломерати, пясъчници и филити. В крайната югоизточна част на община Елин Пелин се простират северните разклонения на планинския рид Белица, който също е част от Ихтиманска Средна гора. Неговата най-висока точка връх Голямата Икуна 1220,9 m се издита в крайната югоизточна точка на общината, на границите с общините Мирково и Ихтиман.

#### Води
Основна водна артерия на община Елин Пелин е Лесновска река (Стари Искър, 65,2 km, десен приток на Искър), която протича през нея с горното и средното си течение. Тя извира под името Лопушна от северното подножие на връх Голямата Икуна в рида Белица на Ихтиманска Средна гора на около 1200 m н.в. До село Голема Раковица тече в северозападна посока в дълбока и залесена долина. След това преминава през язовир „Огняново“, насочва се на запад и навлиза в Софийското поле, като от село Доганово до устието нейното корито е коригирано с водозащитни диги. При село Равно поле отново завива на североизток и напуска пределите на общината. Нейни основни притоци на територията на общината са реките: Равна (десен), Треска (ляв, влива се в язовир „Огняново“), Вуковик (ляв, влива се в язовир „Огняново“), Умнишка река (ляв, влива се в язовир „Огняново“), Габра (ляв), Михов дол (десен), Азмак (десен), Макоцевска река (десен) и Елешница (Матица, десен).
Макоцевска река протича през общината с последните си 3 km и се влива в Лесновска река южно от село Петково.
Най-големият приток на Лесновска река е река Елешница (Матица, 30 km), която протича през общината с цялото си течение. Тя води началото си от седловината Витиня, на 990 m н.в. под името Чурешка река е тече в западна посока в дълбока залесена долина. След село Потоп завива на юг и след село Елешница навлиза в Софийското поле. От село Столник до устието ѝ коритото ѝ е коригирано с водозащитни диги. Северно от град Елин Пелин Елешница завива на югозапад и на 1,7 km западно от града се влива отдясно в Лесновска река на 538 м н.в.
На територията на общината са изградени язовир „Огняново“ с обем 40 млн. m3 и микроязовир „Тараторското“ над село Габра с обем около 5 млн. m3. Общината има три геотермални извора. Със статут от държавно значение е изворът в село Равно поле, където минералният състав на водата и дебитът позволяват развитието на балнеоложки център. Другите два извора са в село Елешница – „Топлика“, и в град Елин Пелин, където сондажът е замразен. Равнинната част се характеризира с високи подпочвени води.

#### Климат
Според климатичното райониране на България община Елин Пелин попада в южнобългарската умереноконтинентална област. Разпределението на валежите подчертава типичния умереноконтинентален характер със зимен минимум и вторичен минимум в края на лятото, а максимумът е в началото на лятото. Най-ниски са количествата на валежите в равнината 547 mm/m2, а най-високи – в планинските части 832 mm/m2. Валежите от сняг са в периода ноември-април.

#### Почви
Община Елин Пелин се отличава с изключително пъстра почвена покривка. Най-високите части от територията ѝ са покрити с кафяви горски почви, а по-надолу са разположени канелени горски почви или рендзини, основно в района на с. Голема Раковица. Равнинните терени са заети с богат набор от ливадни почви, на места заблатени в различна степен.

#### Полезни изкопаеми
Почвообразуващите процеси са се развили предимно върху карбонатни скали от средния триас. Тази геоложка формация покрива по-голяма част от площта на общината. На територията ѝ са установени лигнитни въглища в Чукуровския басейн; железни руди, медно-пиритни проявления и манганови минерализации в района на Голема Раковица; огнеупорни и керамични глини в района на Нови хан, гара Побит камък, Габра; уранови залежи в района на Габра; кварцов пясък в района на гара Побит камък. Най-добре са проучени въглищното и урановото находище до Габра, които се експлоатират от „Мина Чукурово“ ЕАД и „Редки метали“. Разработена е кариера за кварцов пясък в района на гара Побит камък от „Ватия“ ЕООД.

#### Горски и земеделски фонд
Горският фонд на община Елин Пелин заема 153 936 дка гори, в това число:
широколистни високостеблени – 150 319 дка
иглолистни – 833 дка
горски пасища – 758 дка
ливади – 818 дка
Земеделският фонд на община Елин Пелин възлиза на 241 881 дка пасища, 17 504 дка естествени ливади, 807 дка трайни насаждения и др. Около 60% от обработваемата земя е в полупланински и планински райони. Категорията на земята е от трета до десета.

## История
Равното Софийско поле е било средище на народи и култури, тъй като през него минавали важни пътища, свързващи Азия със Западна Европа. Многобройни са следите от стари селища и крепости, строени по протежението им. През територията на общината минава тъй нареченият Траянов път от 2 век. Тракийските селища и надгробни могили и находките в тях свидетелстват за висока духовна и материална култура. Римската и византийската култура също са оставили значими следи. До село Лесново, край римския път (3 век) се е намирала голяма пътна станция, наречена Бурагара (среща се и като Бугарака). Югозападно от град Елин Пелин са открити и проучени от археолозите останки от крайпътна стражева кула (Стражница) с прилежащо към нея малко селище (4 век). Там са намерени останки и от създадено по-късно славянско селище, просъществувало до началния период на турското владичество. На три километра южно от село Нови хан се намират слабо запазени руини от тракийско селище с крепостна стена. На няколко места в западна посока от селото има останки от римски селища.
Някои селища от общината са просъществували на почти едно и също място от времето на Втората българска държава до днес. От този период е запазена църквата „Свети Николай Чудотворец“ в село Столник. Край село Елешница се е намирала българска крепост, разрушена при нашествието на османците. На 4 км от същото село е Елешнишкият манастир, който е един от манастирите на тъй наречената софийска Мала Света гора, построен през 14 век. През 16-18 век той е бил оживен книжовен център. В църквата му „Света Богородица“ са запазени ценни стенописи от 16 и 19 век. През 18 век в него е открито килийно училище. В село Доганово се намира най-старото килийно училище в района (от 1835 г.). Поради равнинния терен и близостта до черкезките селища и големия турски гарнизон в София местното население взема слабо участие в Априлското въстание. След въстанието село Голема Раковица е ограбено и опожарено, а водачите на бунтовната рая са заточени в Диарбекир.
Още след освобождението тогавашното село Новоселци (сега град Елин Пелин) постепенно се превръща в естествен културен и търговски център за близките селища. През 1881 г. то е обявено за околийски център. Голяма роля в развитието му изиграват построяването на железопътната линия София – Саранбей (днес град Септември) и създаването на първата керамична фабрика в страната – „Изида“, намираща се на 4 км южно от сегашния град. Постепенно селото укрепва икономически. В края на 19 век са създадени класно училище и читалище, които работят за повишаване на културата и просветата на жителите му. През 1950 г. село Новоселци е преименувано на Елин Пелин в чест на големия български писател. От 1960 г. е обявено за град.

## Население

### Етнически състав (2011)
Численост и дял на етническите групи според преброяването на населението през 2011 г.:
|                     | Численост | Дял (в %) |
| Общо                | 22 841    | 100,00    |
| Българи             | 18 475    | 80,89     |
| Турци               | 53        | 0,23      |
| Цигани              | 554       | 2,43      |
| Други               | 47        | 0,21      |
| Не се самоопределят | 56        | 0,25      |
| Неотговорили        | 3 656     | 16,01     |

### Движение на населението (1934 – 2021)
| Община Елин Пелин                             | Община Елин Пелин | Община Елин Пелин | Община Елин Пелин | Община Елин Пелин | Община Елин Пелин | Община Елин Пелин | Община Елин Пелин | Община Елин Пелин | Община Елин Пелин | Община Елин Пелин | Община Елин Пелин |
| --------------------------------------------- | ----------------- | ----------------- | ----------------- | ----------------- | ----------------- | ----------------- | ----------------- | ----------------- | ----------------- | ----------------- | ----------------- |
| Година                                        | 1934              | 1946              | 1956              | 1965              | 1975              | 1985              | 1992              | 2001              | 2011              | 2021              |                   |
| Население                                     | 22625             | 22610             | 25428             | 26954             | 27991             | 26945             | 24791             | 24072             | 22841             | 23104             |                   |
| Източници: Национален Статистически Институт, |                   |                   |                   |                   |                   |                   |                   |                   |                   |                   |                   |

### Етнография
Елинпелинският край е едно от най-запазените средища на шопската етнокултурна общност – типичният твърд говор, белодрешното облекло, характерните народните танци, песни и хумор. Традициите на местното население намират своята ежегодна изява на Шопския празник в град Елин Пелин, който се провежда от 1970 г.

### Религии
Жителите на община Елин Пелин са предимно православни християни. Процентът на мюсюлманите в общината е доста нисък, като представителите на ислямската религия са предимно преселници от други части на страната.

### Населени места
Общината има 19 населени места с общо население от 23 104 жители към 7 септември 2021 г.
| Населено място  | Население (2021 г.) | Площ на землището km2 | Забележка (старо име)                                        | Населено място | Население (2021 г.) | Площ на землището km2 | Забележка (старо име)          |
| --------------- | ------------------- | --------------------- | ------------------------------------------------------------ | -------------- | ------------------- | --------------------- | ------------------------------ |
| Богданлия       | 103                 | 10,616                |                                                              | Лесново        | 1677                | 23,591                | Орманлия                       |
| Габра           | 887                 | 38,245                | Чукурово                                                     | Мусачево       | 1246                | 13,777                | Маслари                        |
| Голема Раковица | 353                 | 72,065                |                                                              | Нови хан       | 3394                | 47,558                |                                |
| Григорево       | 490                 | 8,532                 | Чифлико                                                      | Огняново       | 147                 | 20,370                | Гюреджия, Сгледници            |
| Доганово        | 887                 | 14,633                |                                                              | Петково        | 736                 | 8,707                 | Коджаматлиево                  |
| Елешница        | 442                 | 33,851                | Чанкова, Йорданкино                                          | Потоп          | 34                  | 19,039                |                                |
| Елин Пелин      | 6600                | 29,098                | Новоселци                                                    | Равно поле     | 1619                | 25,015                | Бариево, Робертово             |
| Елин Пелин      | 3274                | -                     | Гара Елин Пелин, в з-щето на гр. Елин Пелин и на с. Нови хан | Столник        | 722                 | 18,732                |                                |
| Караполци       | 126                 | 9,950                 |                                                              | Чурек          | 254                 | 43,851                |                                |
| Крушовица       | 113                 | 14,458                |                                                              | ОБЩО           | 23104               | 452,088               | 1 населено място е без землище |

## Административно-териториални промени
- Указ № 392/обн. 04.05.1894 г. – преименува с. Бариево на с. Робертово;
- Указ № 651/обн. 22.11.1920 г. – признава м. Крушовци за с. Крушовци
- МЗ № 2820/обн. 14.08.1934 г. – преименува с. Чукурово на с. Габра;

– преименува с. Орманлия на с. Лесново;
– преименува с. Гюреджия на с. Сгледници;
- МЗ № 1689/обн. 27.09.1937 г. – преименува с. Мусачево на с. Маслари;

– преименува с. Коджаматлиево на с. Петково;
- МЗ № 6053/обн. 06.10.1945 г. – възстановява старото име на с. Маслари на с. Мусачево;
- след 1947 г. – – преименувано е с. Крушовци на с. Крушовица без административен акт;
- Указ № 141/обн. 25.03.1950 г. – преименува с. Новоселци на с. Елин Пелин;
- Указ № 191/обн. 22.04.1950 г. – преименува с. Елешница на с. Чанкова;
- Указ № 448/обн. 06.09.1950 г. – преименува с. Сгледници на с. Огняново;

– преименува с. Робертово на с. Равно поле;
- Указ № 317/обн. 13.12.1955 г. – признава н.м. Гара Елин Пелин за отделно населено място – с. Гара Елин Пелин;
- Указ № 464/обн. 2 януари 1959 г. – преименува с. Чанкова на с. Йорданкино;
- Указ № 38/обн. 02.02.1960 г. – заличава гар. с. Гара Елин Пелин и го присъединява като квартал на с. Елин Пелин;

– признава с. Елин Пелин за гр. Елин Пелин;
- Указ № 2552/обн. 26.11.1974 г. – отделя кв. Гара Елин Пелин от гр. Елин Пелин и го възстановява като отделно населено място – гар. с. Гара Елин Пелин;
- Указ № 314/обн. 11.10.1991 г. – възстановява старото име на с. Йорданкино на с. Елешница;
- На основание §7 (т.3) от Закона за административно-териториалното устройство на Република България (ДВ, бр. 63/1995 г.) всички махали, колиби, гари, минни и промишлени селища придобиват статут на села. По този начин с. Гара Елин Пелин административно се нарича с. Елин Пелин;

## Стопанство
На територията на общината има химическа, порцеланова, хранително-вкусова и въгледобивна промишленост, а също така са развити животновъдство, фуражи и зеленчукопроизводство.
Природно-климатичните условия и изградените традиции създават изключително благоприятни предпоставки за развитие на животновъдството в общината. Отрасълът се развива в личните стопанства, като основно е застъпено отглеждането на дойни крави, овце, кози и свине. Единствено в земеделска кооперация „Прогрес“ в с. Лесново е запазено концентрираното отглеждане на говеда и овце. Редица негативи обуславят тенденцията на намаляване на броя на животните, както и на млякото и месодобива.
В Равно поле се намира седалището и основна логистична база на веригата от магазини „Лидл България“.

## Транспорт
През територията на общината преминават три участъка от Железопътната мрежа на България с обща дължина 27,8 km.
- в южната част, от запад-северозапад на изток-югоизток, на протежение от 15,6 km – участък от трасето на жп линията Калотина – София – Пловдив – Свиленград;
- в централната част, от запад на изток, на протежение от 5,7 km – участък от трасето на жп линията София – Карлово – Бургас;
- в най-южната част, на протежение от 6,5 km – последният участък от трасето на жп линията Вакарел – Габра (гара Чукурово).

През общината преминават изцяло или частично 7 пътя от Републиканската пътна мрежа на България с обща дължина 86,9 km:
- участък от 8,1 km от автомагистрала Тракия (от km 10,2 до km 18,3);
- участък от 16 km от автомагистрала Хемус (от km 14,2 до km 30,2);
- участък от 18,8 km от Републикански път I-1 (от km 214,5 до km 233,3);
- участък от 11,8 km от Републикански път I-6 (от km 138,1 до km 149,9);
- участък от 10,1 km от Републикански път I-8 (от km 94,1 до km 104,2);
- целият участък от 17,4 km от Републикански път III-105
- последният участък от 4,7 km от Републикански път III-6002 (от km 1,9 до km 6,6).

## Топографска карта
- Лист от карта K-34-48. Мащаб: 1 : 100 000.
- Лист от карта K-34-60. Мащаб: 1 : 100 000.